# Zeemeeuw (schip, 1937)
De Zeemeeuw is een in 1937 gebouwde Nederlandse kustvaarder. Het schip is een typisch voorbeeld van de moderne motorcoaster, zoals die in de jaren 1930 in en rond Groningen gebouwd werd. Na een lange carrière onder Nederlandse en Duitse vlag, kwam de het schip in 1997 terug naar Nederland. Aangekocht door de Stichting Maritiem Buitenmuseum te Rotterdam heeft het schip sindsdien de status museumschip.

## Geschiedenis
De Zeemeeuw werd in mei 1937 te water gelaten door de Noord-Nederlandsche Scheepswerven te Groningen, destijds gevestigd aan het Hoornschediep op de locatie van scheepswerf "De Noordster". Na de proefvaart op de Eems werd het schip op 13 juli 1937 opgeleverd aan kapitein-eigenaar K. Westers te Groningen.
In februari 1941 werd het schip door Duitse autoriteiten te Groningen in beslag genomen. De eigenaar kreeg het schip terug in november 1941 en kreeg toestemming om te varen onder Duits toezicht. In november 1942 werd de Nederlandsche Oost Rederij te Rotterdam de nieuwe eigenaar. Vanaf 1943 werd het schip door de Duitsers in Noorse wateren ingezet. In juli 1945 werd de Zeemeeuw teruggevonden te Kristiansand; de Nederlandse staat nam het schip vervolgens over. Nadat het schip was teruggehaald naar Rotterdam, werd het wederom voor de Europese kustvaart ingezet.
In april 1950 nam kapitein G. Wedema te Groningen het schip over voor een bedrag van ƒ 122.500,- en doopte hij het om tot de Iris. In september 1955 werd Kustvaartrederij 'Tine' de nieuwe eigenaar en kreeg het schip de naam Tine, met Amsterdam als thuishaven. De laatste verkoop binnen Nederland vond plaats in 1956 en wederom kreeg het schip een nieuwe naam: de Gre. De nieuwe eigenaren waren de gebroeders Snoodijk te Wieringen.

## Verkoop aan Duitsland
Door de schaalvergroting in de kustvaart eind jaren 1960 was er voor kustvaarders als de Gre steeds minder werk te vinden. Het schip werd in 1969 naar Duitsland verkocht en kreeg de naam Lota, met thuishaven Hamburg. Vanwege zijn beperkte afmetingen was het schip goed bruikbaar op de vaart naar de Duitse eilanden. Pas in 1997 kwam er een eind aan zijn actieve loopbaan; het schip was toen inmiddels zestig jaar in de vaart.

## Terug in Nederland
In september 1997 kon het schip worden aangekocht door de Stichting Maritiem Buitenmuseum voor een bedrag van ƒ 120.000,-. Op 4 september 1997 arriveerde het schip in Rotterdam en kreeg het een ligplaats in de Leuvehaven. Het Maritiem Museum gaf het schip de originele naam Zeemeeuw weer terug en restaureerde het in de staat van eind jaren 1950. Op 8 juli 1998 werd met enig ceremonieel een nieuw brandmerk aangebracht: 19217 Z R 1998.

## Ontwerp
Het schip heeft een geklonken stalen romp, stalen luikhoofden met houten coasterluiken op schilden en afgedekt met presennings. De romp heeft een steile, enigszins uitwaaierende stafsteven en een kruiserhek. De romp is overwegend grijs geschilderd, de typische kleur van kustvaarders uit die periode. Het houten stuurhuis bevindt zich op het achterschip, de opbouw is wit geschilderd. Oorspronkelijk was de Zeemeeuw uitgerust met een stalen mast geplaatst in de midscheeps, voorzien van twee laadbomen voor lasten van maximaal twee ton.

## Voortstuwing
Oorspronkelijk was de Zeemeeuw uitgerust met een Brons-dieselmotor, serienummer 5287, een tweetakt-driecilinder met een vermogen van 150 pk. Deze motor werd in 1971 vervangen door een Klockner-Humboldt Deutz-viertakt, een zescilinder-dieselmotor gebouwd in 1954. Deze motor heeft een vermogen van 200 pk en is nog altijd aanwezig in het schip.